# ツァイ・ウェンイン
蔡文穎（英: Wen-Ying Tsai、中: 蔡文穎、拼音: Cài Wényǐng、ウェード式: Ts'ai Wen-ying、1928年10月13日 – 2013年1月2日）は、中国系アメリカ人の先駆的なサイバネティック彫刻家およびキネティックアーティストであり、電動モーター、ステンレススチール製のロッド、ストロボスコープ・ライト、音声フィードバック制御を用いた彫刻作品で知られる。1960年代に国際的な評価を得た最初期の中国出身アーティストの一人であり、世界中の中国人アーティストたちに影響を与えた存在である。

## 幼少期と教育
蔡文穎は1928年に中国福建省の厦門に生まれた。1939年に上海へ移り、大同大学で化学工学を学んだ。1949年には香港へ、翌1950年にはアメリカ合衆国へ移住した。アメリカではミシガン大学に進学し、1953年に機械工学の学士号（BSME）を取得した。

## エンジニアとしての活動
卒業後、ニューヨーク市に移った蔡文穎は、建築エンジニアとしてのキャリアを開始し、ヴァルター・グロピウス、ミース・ファン・デル・ローエ、サイナジェティクス社、スキッドモア・オーウィングズ・アンド・メリル（Skidmore, Owings and Merrill）などの顧客のために働いた。昼間はエンジニアとして働く一方で、夜はアート・スチューデンツ・リーグで美術を学び、同時にニュー・スクール・フォー・ソーシャル・リサーチで政治学や経済学の講座も受講していた。また、エリック・ホーキンスのもとでモダンダンスのクラスにも参加していた。1962年にはアメリカ合衆国の市民権を取得している。

## 専業アーティストとしての活動
1963年、蔡文穎は絵画の分野でジョン・ヘイ・ホイットニー・フェローシップを受賞し、これを機にエンジニアの職を離れ、芸術に専念する決意を固めた。その後、ヨーロッパを3か月間旅し、ニューヨークに戻った彼は、視覚効果、蛍光塗料、紫外線ライトを用いた立体的な構造物の制作を始めた。これらの作品は、ニューヨーク近代美術館でウィリアム・サイツがキュレーションを務めた展覧会「The Responsive Eye」に選出された。

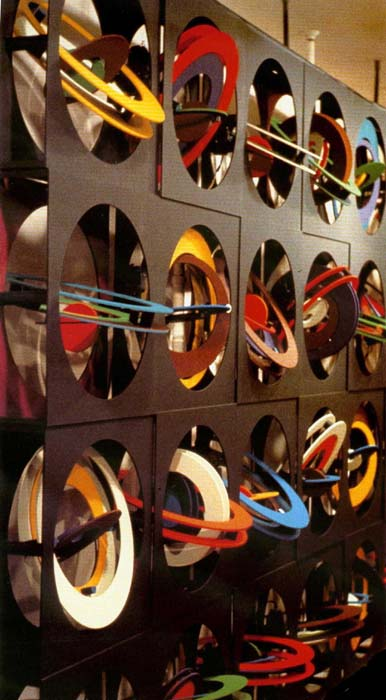
Multikinetic Wall (1965)

静的な彫刻に満足できなかった蔡文穎は、モーターを用いて動きを取り入れるようになった。1965年には《マルチ・キネティック・ウォール（Multi-kinetic Wall）》を制作し、ニューヨークのアメル・ギャラリーで発表、さらにボストン現代美術館で開催された展覧会「Art Turned On」でも展示された。
美術史家のサム・ハンター（Sam Hunter）はこの作品について、次のように評している：
蔡の《マルチ・キネティクス（Multi-kinetics）》は、32個のキネティック・ユニットによって構成される複合的な動的構造体であり、それぞれのユニットには多色のジャイロスコープ状のフォルムが組み込まれていた。これらの要素によって、彼は無限に拡張可能と思われるアクティブな環境空間を創出した。各モーター付きユニットはそれ自体で完結した存在であり、複数を組み合わせることで、視覚的な強度と機械的な力を融合させた大規模なキネティック作品を形成した。各ユニットのタイミングを巧みに制御することで、蔡は工学的原理を美的な目的のために応用した。
しかし、蔡文穎にとって真の「ユリイカ！」の瞬間が訪れたのは、1965年、ニューハンプシャー州ピーターバラにあるエドワード・マクダウェル・コロニーでのフェローシップ期間中のことだった。木々の間で揺らめく日光を見つめていたとき、彼は自然現象を再現する作品を、エンジニアとしてのバックグラウンドを活かして作るというインスピレーションを突如として得た。構成主義の芸術家ナウム・ガボの作品に出発点を見出しつつも、蔡は「ただの揺らめきでは足りない」と感じ、鑑賞者が作品と能動的に関わる手段が必要だと考えるようになった。この気づきが、最終的にストロボスコープとフィードバック制御システムを組み合わせた作品の発想へとつながっていった。
サム・ハンターは次のように記している：
その後の3年間、蔡は新たな目標に向かって着実に制作を続けた。彼の最初の“フィードバック”作品は、1968年にニューヨークのハワード・ワイズ・ギャラリーで開催された画期的かつ独創的な展覧会『サイバネティック・スカルプチャー（Cybernetic Sculpture）』で発表された。同年、蔡の《Cybernetic Sculpture System No.1》は、E.A.T.（Experiments in Art and Technology）のコンペティションで第2位を受賞し、ゲスト・キュレーターのポンタス・フルテンによって、ニューヨーク近代美術館で開催された大規模な国際展『機械—機械時代の終わりに見た姿（Machine as Seen at the End of the Mechanical Age）』に選出された。

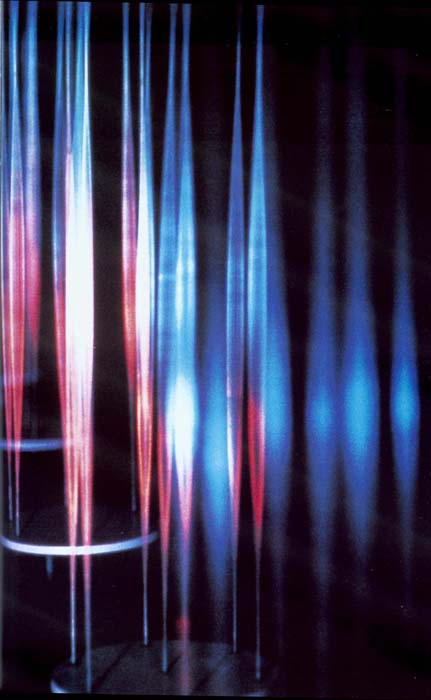
Cybernetic Sculpture System No. 1 (1968)

この時期、蔡はタキス（Takis）をはじめとする国際的な友人たちとともに、美術館改革を目指し、美術界の政治的・社会的責任に関する課題を提起するアート・ワーカーズ・コアリション（Art Workers' Coalition）の創設メンバーとなった。
1968年、蔡文穎はジョージ・ケペシュ（György Kepes）の招待を受け、マサチューセッツ工科大学（MIT）先端視覚研究センター（Center for Advanced Visual Studies, CAVS）に参加した。そこでは、ジャック・バーンハム、オットー・ピーネ、タキス、ハロルド・トヴィッシュ、スタン・ヴァンデアビークら、志を同じくする芸術家たちから成る「最初のフェロー」たちとともに活動を展開した。またこの地で、近代的な電子ストロボスコープを開発したエンジニア、ハロルド・“ドク”・エジャートン（Harold "Doc" Edgerton）とも出会った。蔡は1971年までMIT CAVSに在籍した。
1970年代初頭、蔡文穎は家族とともにパリへ移住し、ドニーズ・ルネ・ギャラリーに所属してヨーロッパ各地で多数の展覧会を開催した。この時期、彼はパリ在住の中国人アーティストである彭萬墀（Peng Wan-Ts）や朱徳群（Chu Teh-Chun）らと親しくなり、中国と西洋の文化交流に深い関心を抱くようになった。1979年には、作曲家の周文中（Wen-chung Chou）とともに、アメリカから中華人民共和国を公式に訪問した初のアーティスト代表団の一員として参加した。この経験を契機に、蔡と妻の裴徳（Pei-De）は、1980年代に中国本土のアーティストをアメリカで紹介する先駆的な非営利団体「中国人アーティスト文化交流委員会（The Committee for Chinese Artists Intercultural Movement, CCAIM）」を設立した。
パリ滞在の後、蔡文穎はニューヨーク市に永住することとなった。2006年には、妻の裴徳（Pei-De）とともに蔡アート＆サイエンス財団（Tsai Art and Science Foundation）を設立し、芸術と科学の交差点にある創造的な取り組みを支援し、その重要性を広く知らせる活動を行っている。

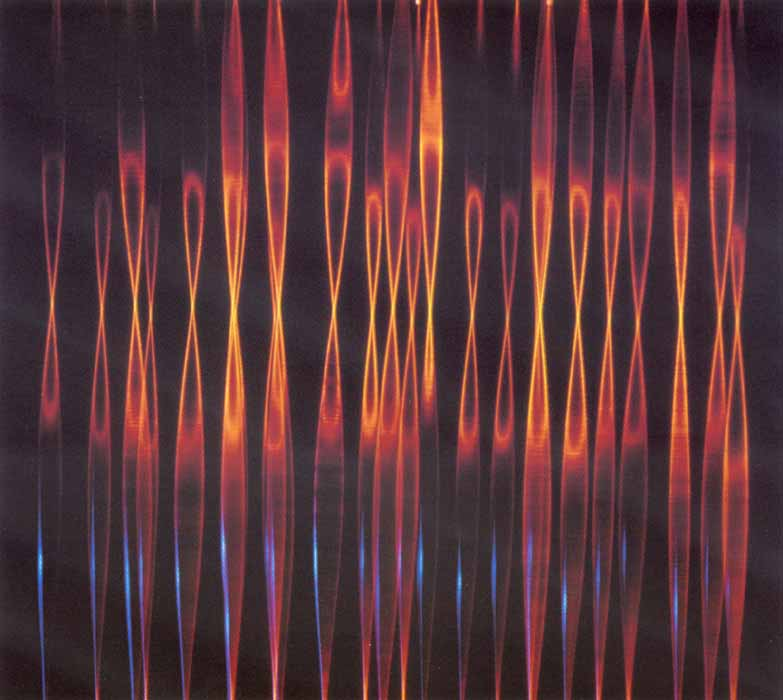
Harmonic Sculpture (1969)

蔡文穎のサイバネティック・スカルプチャー作品は、常に言葉での表現が難しいとされてきた。美術評論家ロバート・ヒューズは、それらを次のように鮮やかに描写している：
細いステンレススチールのロッドが一枚の板から林立している。このベースは1秒間に30回振動しており、ロッドは調和的な曲線を描いて素早くしなり続ける。ロッドは動いているように見え、きらめき、閃光、そして金属による不気味なバレエのような動きが現れる。その見かけ上の動きは、静止から震えるような揺らぎ、そして言葉では表現しがたいほど官能的な緩やかなうねりへと変化していく。

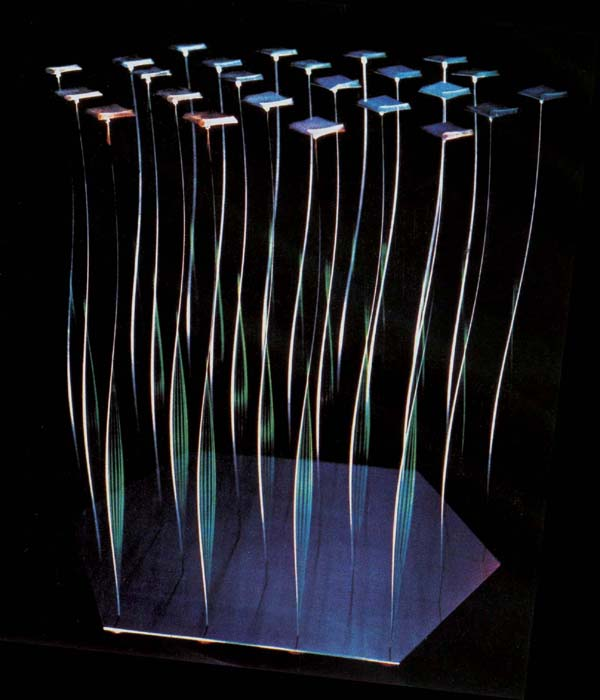
Square Tops (1969)

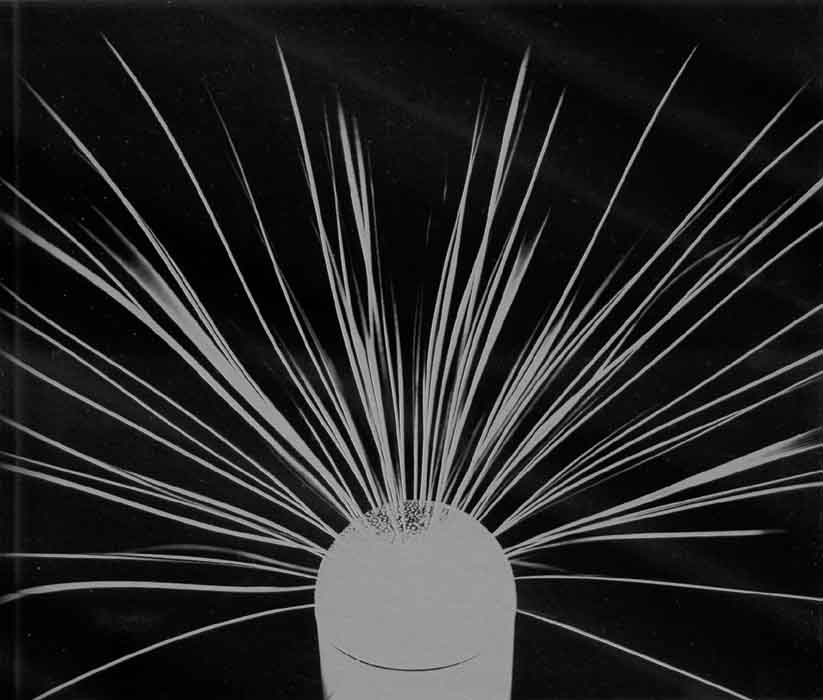
Semisphere (1972)

哲学者ヴィレム・フルッサー（Vilém Flusser）は、蔡文穎の作品について次のように記している：
蔡文穎が偉大な芸術家であることに疑いの余地はない。彼の作品が心地よいからでも、遊びを提案しているからでも、時代精神を体現しているからでもない。そうではなく、彼は芸術という人工物を通じて、希望に満ちた未来、あるいは深淵のような危機に満ちた未来の具体的な体験を私たちに明らかにしてくれるからである。
ジョナサン・ベンサル（Jonathan Benthall）は、蔡文穎の彫刻を高く評価した最初期の人物の一人である。1968年、彼は次のように記している：
芸術作品とは、アーティストによってプログラムされ、時間差で成果を生み出す機械と見なすことができる。だからこそ、蔡のようなアーティストは非常に貴重な存在である。彼が価値を持つのは、革新者であるからではない（彼が用いる技術の一つひとつは過去にも使用されてきた）。むしろ彼には、ひとつの様式的伝統を確立するに足る権威が備わっているからである。

蔡文穎のインタラクティブ・スカルプチャーは、キネティック・アートの発展における重要な一歩を示すものであった：
蔡文穎は中国出身で、現在はニューヨーク在住の彫刻家である。彼の彫刻に使われている細いステンレススチール製の「サイバネティック・ロッド」は、電子的インパルス、人間の手拍子、あるいはストロボライトの閃光に反応して、さまざまなパターンで振動する。蔡自身の言葉によれば、これらの作品は「生き物の持つ強度（intensity）」を模倣するように設計されているという。
フランク・ポッパー（Frank Popper）は次のように詳述している：
観客の感覚的な体験という点において、最も卓越したアメリカのキネティック・アーティストは、間違いなく中国出身の蔡文穎である。彼の作品は技術的にも完璧であり、その場において再創造される「歓喜の儀式」に他ならない。ポッパーは次のように結論づけている――「リズムとは友情であり、蔡の作品には光、音、そして私たち自身の心拍との友情があるのだ。」

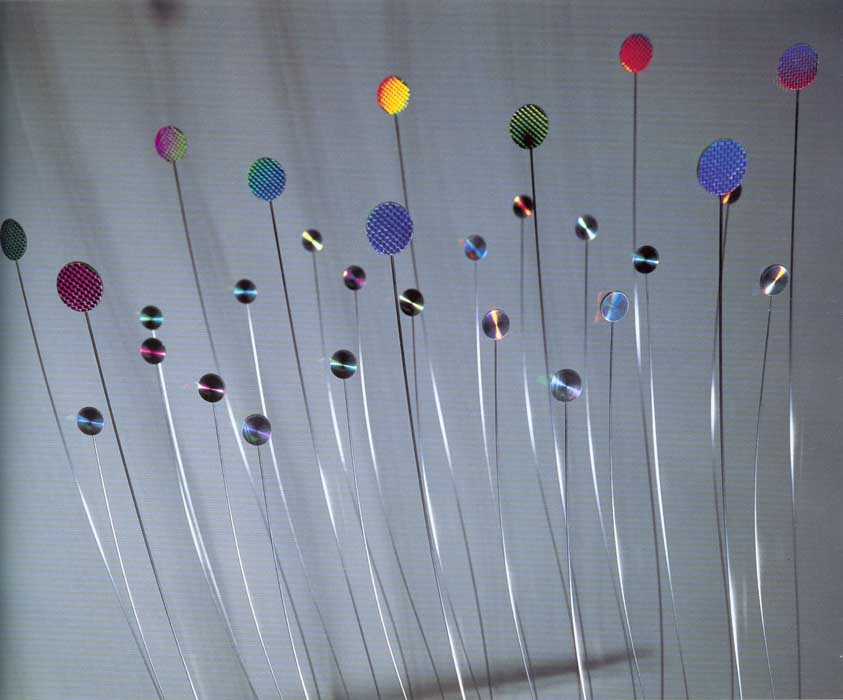
Double Diffraction (1972)

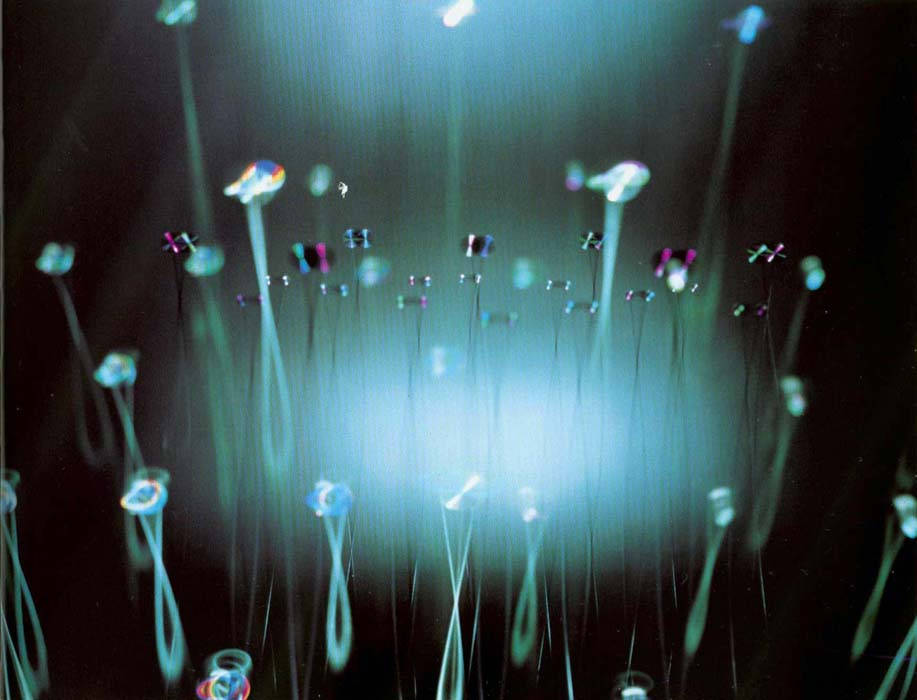
Double Diffraction (1973)

リチャード・コステラネッツ（Richard Kostelanetz）は、蔡文穎のサイバネティックなウォーター・ワークスについて次のように記している：
彼の他のキネティック彫刻の中でも、とりわけ印象的なのが《上昇する噴水（Upward-Falling Fountain, 1979）》であり、それは実際に目にしなければ信じられないような錯覚を生み出す作品である。
結論として、フランク・ポッパーは展覧会カタログ『Electra』の中で、蔡文穎の本質的な貢献について次のように記している：
この文脈において、中国出身のアメリカ人アーティストである蔡文穎の果たした役割は、いくら強調してもしすぎることはない。『Electra』展における彼の多様なサイバネティック・スカルプチャーは、芸術的な応答、あるいはこの展覧会で提示された主要な課題のひとつ——すなわち、機械時代から電子時代への転換点において、テクノロジーと人間の自然的・人工的環境との間で揺れ動くアーティストの立場——に対する芸術的な解答を示す、完璧な実例となっている。

## 東洋と西洋
ヴィレム・フルッサーは、蔡文穎の作品が東洋と西洋の両方の伝統にまたがるものであると分析している。
おそらく蔡自身は、西洋の伝統の内部に立っているわけではない。彼の創り出す現象を分析すると、そのことが明らかになるように思える。その場合、これまでに述べた西洋的な議論は彼には当てはまらない可能性がある。おそらく彼は、東洋的な伝統の中に立っているのだろう。東洋的伝統では（少なくとも西洋人の目にはそう見えるのだが）、人間は他の存在から根本的に分離された存在とは見なされない。このような伝統においては、人間は動物や植物、その他の存在と深く結びついていると感じることができる。そして、そうした存在を、私たち西洋人以上に「他者」として捉えることができるのである。蔡が生み出す現象は、素朴で植物のような形態を持ち、まさに「真の他者」として立ち現れる。もし私が植物と対話できるのであれば（東洋の伝統はそれを可能とするように思える）、当然ながら蔡の作品が生み出す現象とも対話が可能であるはずだ。

このような仮説に立てば、蔡が「物—他者」という系列が提示する問題にどのようにアプローチしているかを説明することができる。彼は、私たちがもはや「他者」を見出せなくなった場所（たとえば石の中）においても、それを見出し続けることができるのだ。この観点からすれば、蔡は、自身の作品を「文化的対象によって規定される人間」という西洋（そしてすでに行き詰まった）課題に対する、東洋からの重要な貢献であると述べるかもしれない。彼は、西洋のモデルと方法を用いながらも、東洋的な視点から、それらに基づく「規定からの自由」という普遍的な人間の問題を解こうとしているのだと語るだろう。そして、彼がそう語るとすれば、それはまったくもって正しいことである。

## 蔡と道教
美術史家のドナルド・カスピットは、蔡の芸術に道教的な世界観を見出している：
 
蔡の作品についてのこれまでの議論は、その技術や現代美術の発展における位置づけに集中してきた。私は、これまでの議論では完全に無視されてきた世界観、すなわち内的な視点に注目したい。それは現代性を超え、実際にはそれを包含することで転覆するものである。蔡の超現代的な技術は、人生に対する一貫した根源的な態度を表現する手段であり、彼のサイバネティック彫刻はそれを文字通り具現化している。この態度を理解しなければ、それらは単に技術的な意味しか持たない。しかし、彼の世界観（私はそれを道教的だと考えている）を理解すれば、彼の彫刻は並外れた情緒的な意味を帯びてくる。実際、それらは自然に対する道教的態度の本質を体現し、精神的健康のためのモデルとして提示されている。
そして、蔡が「健康的な」工学のあり方を強調しているのは偶然ではない。彼はこう述べている。「エンジニアにとっての危険は、限られた専門的訓練のせいで人間性への感受性を失うことだ。」蔡はエンジニアであり（彼の1981年の「上昇する噴水」の特許が示すように非常に発明的で逆説的なエンジニアである）、同時に芸術家でもある。つまり、感受性を持つ人間、いや、感受性のヴィジョナリーである。彼の作品は、芸術と工学を融合させたものであり、それは道教的な基盤——作品に無意識のうちに息づく道教の確信——によって一層独自のものとなっている。対立するものを統合しようとする試みは、蔡のすべての作品に通底している。それは作品の発想段階から明らかであり、その発想から導かれる構造にも、そして人間的——いや、人道的で治癒的な——目的としての知覚的・感情的体験にも表れている。

## 私生活
蔡文穎は1967年、ニューヨーク市で張裴徳（Pei-De Chang）と出会い、翌1968年、蔡が参加していた展覧会「サイバネティック・セレンディピティ」開催中のロンドンで結婚した。2年後、蔡がMITの先端視覚研究センター（CAVS）のフェローだった時期に双子の息子が誕生した。友人のオットー・ピーネは、「蔡夫妻の双子はセンターの最初の“赤ちゃん”だった」とよく語っていたという。
蔡一家は1970年代の一時期をパリで過ごした後、ニューヨーク・ソーホーに定住した。彼らは自ら改装したロフトスペースに暮らし、その地を拠点とした。リチャード・コステラネッツは著書『SoHo: The Rise and Fall of an Artists' Colony』の中で、ソーホーにおける蔡家の生活について記している。

## 死
蔡文穎は2013年1月2日、ニューヨーク州マンハッタンで逝去した。妻の裴徳（Pei-De）、息子の倫義・ロンドン（Lun-Yi London）と妻ミシェル（Michelle）、明義・ジェルジ（Ming-Yi Gyorgy）と妻マルルース（Marloes）、そして孫のサカヤ（Sakhaya）、ケルスィン（Kelsyn）、リナ（Lina）、フローラ（Flora）、ネレウス（Nereus）が遺された。葬儀では、アーティストのオットー・ピーネと作曲家の周文中（Wen-chung Chou）らが追悼の言葉を述べた。

## コレクション

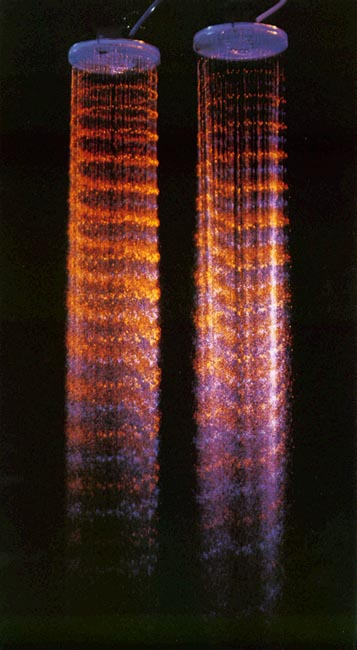
Upward Falling Fountain (1979)

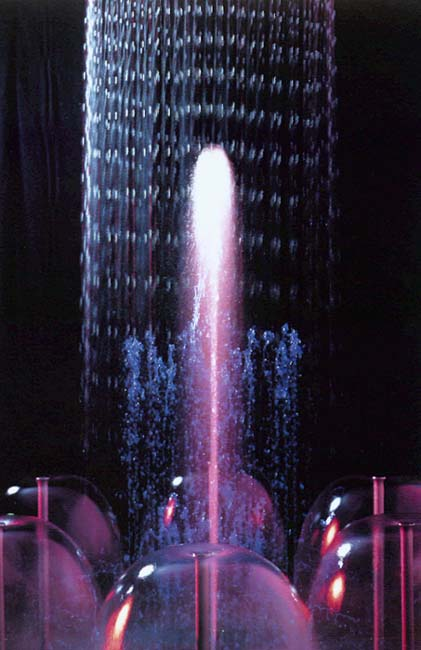
Living Fountain at IBM Gallery, New York (1988)

- Addison Gallery of American Art, Andover, Massachusetts[21]
- Albright-Knox Art Gallery, Buffalo, New York[22]
- Butler Institute of American Art, Youngstown, Ohio
- Centre National des Arts Plastiques, Paris, France[23]
- Centre Pompidou, Paris, France
- Chrysler Museum of Art, Provincetown, Massachusetts
- David Bermant Foundation, California[24]
- Franklin Institute, Philadelphia, Pennsylvania
- Great Explorations, St. Petersburg, Florida
- MIT List Visual Arts Center, Massachusetts Institute of Technology[25]
- Israel Museum, Jerusalem
- Kaiser Wilhelm Museum, Krefeld, Germany
- Kanagawa Science Park, Kanagawa Prefecture, Japan
- Kunsthalle Nuremberg, Germany
- Lannon Foundation, California
- Malcolm Forbes Foundation, New York
- Memorial Art Gallery, Rochester, New York
- Musée d'Art Moderne de la Ville de Paris
- Museo de Arte Contemporaneo de Caracas, Venezuela
- Museum für Holographie, Pulheim/Köln, Germany
- Princeton University Art Museum, Princeton University, New Jersey[26]
- Museo de Bellas Artes, Caracas, Venezuela
- Nagoya City Art Museum, Nagoya, Japan
- National Taiwan Museum of Fine Arts, Taichung, Taiwan[27]
- Oklahoma City Museum of Art, Oklahoma
- Ontario Science Center, Toronto
- Orlando Science Center, Orlando, Florida
- Shirahama Energy Land, Matsushita Electric Co. (Panasonic), Shirahama, Japan
- Tate Gallery, London[28]
- University of Alberta Museums, Canada
- Whitney Museum of American Art, New York City[29]

## 主な展覧会

### 個展
1961 Ruth Sherman Gallery, New York
1964 & 1965 Amel Gallery, New York
1968 Howard Wise Gallery, New York
1970 Alpha Gallery
Museum Haus Lange, Krefeld, Germany
1971 Hayden Gallery, Massachusetts Institute of Technology
Ontario Science Center, Toronto
Galérie Françoise Mayer, Brussels
University of Pittsburgh
Michael Berger Gallery, Pittsburgh, PA
1972 Galérie Denise René, Paris
Corcoran Gallery of Art, Washington, DC
Galérie Denise René, New York
1973 Galérie Denise René/Hans Mayer, Düsseldorf. 
Musee d'Art Contemporain, Montreal.
1975 Museo de Arte Contemporaneo de Caracas, Venezuela.
1978 Wildenstein Art Center, Houston.
Museo de Bellas Artes, Caracas.
1979 Hong Kong Museum of Art.
1980 Isetan Museum of Art, Tokyo.
1983 Galerie Denise Rene, Paris.
1989 National Museum of History, Taipei.
1990 Taiwan Museum of Art, Taichung, Taiwan.
1997 National Museum of China, Beijing, China.

### グループ展
1965
"The Responsive Eye", Museum of Modern Art, New York
"The New Eyes", Chrysler Art Museum, Provincetown, Massachusetts
City Art Museum of St. Louis
"Art in Science", Albany Institute of History and Art
"Art Turned On", Institute of Contemporary Art, Boston.
"Art in Science", organized by Smithsonian Institution, Washington
DC
National Academy of Science, Washington, DC
1968 
"Cybernetic Serendipity", Institute of Contemporary Arts, London.
"The Machine as Seen at the End of the Mechanical Age", Museum of Modern Art, New York
1969
"Cybernetic Serendipity", Corcoran Gallery of Art,
Washington, DC
"Howard Lipman Collection", Whitney Museum of
American Art, New York.
"Master Pieces of Modern Art", Galerie Denise Rene/Hans
Mayer, Krefeld, Germany.
"Explorations", Hayden Gallery, Massachusetts Institute of
Technology National Collection of Fine Arts, Smithsonian
Institution, Washington, DC
3e Salon International des Galeries Pilotes, Cantonal Museum of Fine Arts, Lausanne
Musee d'Art Moderne, Paris.
Pittsburgh International, Museum of Art, Carnegie Institute,
Pittsburgh.
"Struktur Schwingung Dynarnik", Kunsthalle, Nuremberg.
"L'Art et les Technologies", Ville de Vitry-sur-Seine, France.
"Multiple Interaction Team", Museum of Science and Industry,
Chicago
"Salon International des Composants Electroniques", Paris.
"Custom and Culture", US Custom House, New York.
"Art of the Space Era", Huntsville Museum of Art, Alabama.
"The Expanding Visual World", The Museum of Fun,
Asahi Shimbun, Tokyo.
1983"Electra", Musee d'Art Moderne, Paris.
1984 "Carte Blanche Denise Rene". Paris.
1986 "Les Machines Sentimentales", Avignon.
"La Biennale Di Venezia", Venice.
"Energetic Art", La Malmaison, Cannes.
1987 "Artware, Kunst und Elektronik", Hanover International Fair.
"Artware", Düsseldorf Landsmuseum.
"Art in the Computer Age", Everson Museum of Art,
Syracuse, New York.
"Art in the Computer Age", Cincinnati Contemporary Art
Center, Cincinnati, Ohio.
1988 "Computers and Art", IBM Gallery of Science and Art,
New York.
"Lights OROT", Yeshiva University Museum, New York.
"Interaction", The Aldrich Museum of Contemporary Art,
Connecticut.
"Vraiment Faux", La Fondation Cartier, Jouey-en-Jossas,
France.
"Art Construit, Lumiere, Mouvement", EPAD, Galerie La
Defense, Paris.
"Art in the Computer Age", Center for the Fine Arts, Miami.
1989 "Phenomena Art", Pan-Asian Expo '89, Saibu Gas Museum,
Fukuoka, Japan.
KSP, Kawasaka - Kanagawa Prefecture.
"Visiona", Vienna Messe-WienerFestwochen.
"Visiona", Zurich.
1990 "Image du Futur", Montreal, Canada.
1991 "ARTEC '91, The International Biennale in Nagoya", Japan.
1995 "Kwangju International Biennale" in Korea.
"Osaka Triennale 1995" - Sculpture.
2001 
"Denise René, l'intrépide", Centre Georges Pompidou, Paris
2008 
"Olympic Games, 2008", Beijing
2010 
"Expo 2010 Shanghai", Shanghai Art Museum, Shanghai